# Carrizal (Arzúa)
Carrizal (en gallego y oficialmente, O Carrizal) es una aldea española, actualmente despoblada, que forma parte de la parroquia de Figueroa, del municipio de Arzúa, en la provincia de La Coruña.

## Demografía
| Gráfica de evolución demográfica de Carrizal entre 2000 y 2018 |
|                                                                |
| Datos según el nomenclátor publicado por el INE.               |